# سين كارا
سين كارا (بالإسبانية: Sin Cara)‏ إسمه الحقيقي لويس إغناسيو أوريفي ألفيردي (بالإسبانية: Luis Ignacio Urive Alvirde)‏ هو مصارع محترف مكسيكي، ولد في يوم 22 ديسمبر 1982 في مدينة مكسيكو عاصمة المكسيك، بدأ كمصارع في سنة 1998. يشتهر هذا المصارع بحركاته الرشيقة والمستمدة من المصارعة المكسكية.

## روابط خارجية
- سين كارا على موقع IMDb (الإنجليزية)
- سين كارا على موقع قاعدة بيانات الفيلم (الإنجليزية)
- سين كارا على موقع دبليو دبليو إي (الإنجليزية)
- سين كارا على موقع CageMatch worker (الإنجليزية)
- سين كارا على موقع قاعدة بيانات المصارعة على الإنترنت (الإنجليزية)
- سين كارا على موقع عالم المصارعة على الإنترنت (الإنجليزية)
- سين كارا على موقع عالم المصارعة على الإنترنت (الإنجليزية)